# Kamelot
Kamelot er et amerikansk power metalband fra Tampa, Florida, startet af Thomas Youngblood og Richard Warner i 1991.
Den norske vokalist Roy Khan erstattede Mark Vanderbilt som forsanger i 1998, mens Casey Grillo året før erstattede Richard Warner på trommer.
I 2010 havde Kamelot udgivet 9 studiealbummer, 1 live DVD, 2 live albumer og 7 musikvideoer.

## Medlemmer

### Nuværende medlemmer
- Thomas Youngblood – Guitar, bagvokal (1991-)
- Casey Grillo – Trommer (1997-)
- Oliver Palotai – Keyboard (2005-)
- Sean Tibbets – Bas (1991-1992, 2009-)
- Tommy Karevik – Vokal (2012-)

### Tidligere medlemmer
- Mark Vanderbilt – Vokal (1991-1997)
- Richard Warner – Trommer (1991-1997)
- David Pavlicko – Keyboard (1991-1998)
- Glenn Barry – Bas (1992-2009)
- Roy Khan – Vokal (1998-2011)

## Diskografi
- Eternity (1995)
- Dominion (1997)
- Siege Perilous (1998)
- The Fourth Legacy (1999)
- Karma (2001)
- Epica (2003)
- The Black Halo (2005)
- Ghost Opera (2007)
- Poetry for the Poisoned (2010)